# Hellbound: Hellraiser II - Prigionieri dell'Inferno
Hellbound: Hellraiser II - Prigionieri dell'Inferno (Hellbound: Hellraiser II) è un film del 1988 diretto da Tony Randel e scritto da Clive Barker.
È il secondo film della saga di Hellraiser con protagonista il cenobita Pinhead e la misteriosa Scatola di Lemarchand.

## Trama
India, anni '20. Il veterano della Prima Guerra Mondiale Elliot Spencer, che a causa dell'esperienza bellica ha iniziato a cercar nuove vie di piacere nel dolore, trova la Scatola di Lemarchand (o "Configurazione del Lamento"), la apre e viene risucchiato nella dimensione dei Cenobiti dove l'Entità lo trasforma in Pinhead.
USA. Poco dopo i fatti del primo film. Kirsty Cotton, alla cui macabra storia la polizia non crede, viene ricoverata all'ospedale psichiatrico Channard Institute e affidata le cure del Dr. Phillip Channard stesso e del suo allievo, il Dr. Kyle MacRae, ma qui viene perseguitata dalle visioni dell'indicibile orrore vissuto. È così che il Dr. Channard, che è un sadomasochista e colleziona da anni tutto ciò che riguarda la Scatola di Lemarchand, recupera il materasso su cui è morta Julia Cotton e vi fa suicidare uno dei suoi pazienti resuscitando così la donna, il tutto sotto lo sguardo inorridito del Dr. MacRae che si è introdotto in casa del suo capo di nascosto.
Mentre Julia riprende le sue sembianze assorbendo alcune donne fornitegli da Channard, MacRae fa scappare Kirsty dall'ospedale e la porta casa dell'uomo dove Julia lo uccide assorbendolo per poi aggredire Kirsty ma venir fermata dall'ucciderla da Channard arrivato lì con Tiffany, una sua giovanissima paziente chiusa in sé stessa dalla morte della madre ma molto abile con le scatole rompicapo; è così che, grazie a Tiffany che riesce ad aprire una Scatola, il Dr. Channard e Julia evocano i cenobiti Pinhead, donna Cenobita, Chatterer e Butterball e, mentre loro sono distratti da Tiffany, entrano nel loro mondo.
Capito la condizione psicologica della ragazzina, Pinhead la ignora e si dirige insieme agli altri Cenobiti alla ricerca di Channard e Julia venendo seguiti da Tiffany, incuriosita, e da Kirsty, desiderosa di liberare l'anima di suo padre. Mentre Julia fa cadere Channard in una trappola che lo trasforma in un demone Cenobita collegato per la testa all'entità suprema Leviatano, per poi morire anche lei scuoiata, Kirsty, dopo aver incontrato suo zio Frank, ricorda a Pinhead di esser stato l'umano Elliot Spencer ma, poco dopo, tutti i Cenobiti vengono uccisi da Cenobita Channard così Tiffany, recuperata la Scatola e, aiutata da Kirsty che distrae l'essere indossando la pelle di Julia, lo uccide - ha ricordato che è l'assassino di sua madre - e chiude la dimensione riuscendo a uscirne però insieme a Kirsty.
Qualche giorno dopo. Mentre Kirsty e Tiffany lasciano insieme l'ospedale, a casa del Dr. Channard gli stessi due traslocatori che si erano occupati del trasloco die Cotton, muoiono sul materasso su cui era stata uccisa Julia ridando così vita a Pinhead che però è imprigionato nella Colonna Infernale (in originale "Pillar of Souls") insieme alla Scatola.

## Produzione
La New World Pictures ha dato il via libera a Hellbound: Hellraiser II mentre il primo film era ancora in fase di post-produzione infatti, a causa del budget limitato, Clive Barker e il produttore Christopher Figg ritennero che ci fossero molte domande senza risposta e quindi il sequel è stato concepito con questo obiettivo. A causa dell'esperienza stressante nella realizzazione del primo film, Barker scelse di non tornare alla regia, pur rimanendo come produttore esecutivo e scrittore della storia.
Oltre a Barker, tornò la maggior parte della troupe del primo film, tra cui il direttore della fotografia Robin Vidgeon e il designer degli effetti speciali Bob Keen.
Michael McDowell era in trattative per scrivere la sceneggiatura e dirigere il film, ma le riscritture di Beetlejuice e dei problemi di salute lo hanno costretto a rinunciare all'inizio della pre-produzione.
Il regista americano Tony Randel, da tempo dipendente della New World Pictures e montatore non accreditato del primo film, fu assunto come regista grazie alla sua esperienza di lavoro con Barker. Hellbound: Hellraiser II è stato il suo debutto alla regia, anche se, in precedenza, aveva già contribuito alla regia non accreditata di Def-Con 4 e Godzilla 1985. Randel sostenne che il tono cupo del film rifletteva la sua visione sul mondo in quel momento.
Peter Atkins, un collaboratore di Barker dai tempi in cui era un commediografo, fu assunto per scrivere la sceneggiatura.
Era prevista una storia più elaborata per Pinhead, ma fu tagliata per mancanza di fondi, dopo che il budget fu ridotto.
Nelle prime bozze, il personaggio del Dr. Channard si chiamava Malahide.
Originariamente Julia Cotton doveva sopravvivere apparendo nella scena finale con la faccia imprigionata nella "Colonna Infernale" insieme a quella di Pinhead, ma Clare Higgins affermò di non voler tornare per altri sequel e chiese che il suo personaggio venisse definitivamente eliminato.
Il copione prevedeva, originariamente, il ritorno di Larry Cotton, ma Andrew Robinson ha rifiutato di riprendere il ruolo; nel documentario Leviathan: The Story of Hellraiser e Hellbound: Hellraiser 2, Robinson ha dichiarato di non gradire la sceneggiatura e di aver deciso di non tornare, dato che il suo personaggio era comunque finito, inoltre Peter Atkins ha dichiarato che, sebbene Robinson gli piacesse come attore, è stato sollevato dal fatto che abbia rifiutato, in quanto la narrazione ha funzionato molto meglio nel progetto finito.
Il film avrebbe dovuto avere un budget molto più elevato, ma è stato ridotto in seguito a problemi finanziari con la New World Pictures.
Le riprese si sono svolte principalmente ai Pinewood Studios e gli esterni del Channard Institute sono stati girati alla Pine Ridge House a Iver Heath nel Buckinghamshire (UK).

## Cast
Al fine di agevolare i suoi movimenti sul set, Nicholas Vince, l'attore che interpreta Chatterer, richiese e ottenne che il suo personaggio avesse degli occhi ma la scena in cui al personaggio viene restituita la vista fu rimossa dal montaggio finale causando una cattiva continuità narrativa e un certo malcontento nei fan che hanno deriso il nuovo design.
L'attore shakespeariano britannico Kenneth Cranham, che interpreta il Dr. Channard, ha dichiarato che il suo coinvolgimento nel film è legato al fatto che suo nipote lo ha spinto ad accettare l'offerta, essendo un fan dell'originale. Per il ruolo era stato visionato anche Francis Matthews.
Oliver Smith, grazie alla sua corporatura magra che permette di rendere realistico il trucco del corpo, ha ripreso il suo ruolo di Frank Cotton senza pelle a causa della insieme ai ruoli extra di Larry Cotton senza pelle (quando appare a Kirsty nell'ospedale e scrive "Sono all'inferno aiutatemi" sul muro col sangue) e di Browning (il malato di mente con parassitosi delirante).

## Colonna sonora

### Album
Hellbound: Hellraiser II è una colonna sonora di Christopher Young, pubblicata il 31 gennaio 1989 .

### Tracce
1. Hellbound/Second Sight Seance – 7:29
2. Looking Through a Woman – 5:30
3. Something to Think About – 4:26
4. Skin Her Alive – 1:47
5. Stringing the Puppet – 4:56
6. Hall of Mirrors – 7:47
7. Dead or Living? – 2:51
8. Leviathan – 3:25
9. Sketch with Fire – 2:56
10. Chenical Entertainment – 6:36
11. Obscene Kiss – 5:00
12. Headless Wizard – 5:33
13. What's Your Pleasure? – 3:11
14. HIGHPOINT: Highpoint Main Title – 1:44
15. Over the Edge – 1:03
16. The Kendo Duel – 0:50
17. Love Scene – 1:09
18. Up the Stairs – 2:13
19. Highfall – 1:43
20. Love Theme (End Title) – 3:47

Durata totale: 73:56

## Distribuzione
Il film ha avuto la sua prima il 9 settembre 1988 in occasione del Toronto International Film Festival e successivamente è stato distribuito nella sale statunitensi dal 23 dicembre dello stesso anno.

### Divieti
Negli USA la MPAA ha classificato il film come Vietato ai minori di 17 anni non accompagnati da un adulto(R).

### Edizione italiana
In Italia, le scene tagliate per la proiezione in sala sono state integrate con l'audio originale nella versione DVD: la scena immediatamente precedente all'ingresso di Kirsty nel mondo dei cenobiti, la scena della "creazione" del cenobita Channard, la scena in cui Kirsty, con indosso la pelle di Julia, salva Tiffany dopo la morte di Channard.

#### Doppiaggio
La direzione del doppiaggio è di Tonino Accolla per conto di Cinema Cinema.
Nei flashback prima dei titoli di testa, dove vengono usate le immagini del primo film, è possibile udire le voci dei doppiatori del capitolo precedente, in particolar modo di Pinhead e della Donna cenobita, cambiati in questo film. Tale errore è stato editato nella versione Bluray del film, dove però vengono anche cambiate le traduzioni delle battute, rese in maniera più imprecisa rispetto l'originale doppiaggio.
È presente un grosso errore di traduzione nel doppiaggio: il signore della dimensione parallela invece che Leviatano (dall'originale "Leviathan") è stato tradotto con Levitazione.

## Riconoscimenti
- 1988 – Festival del Cinema di Sitges
  - Candidatura per il miglior film
- 1989 – Festival internazionale del cinema di Porto
  - Candidatura per il miglior film
- 1989 – Festival internazionale del film fantastico di Avoriaz
  - Candidatura per il Grand Prize
- 1990 – Saturn Award
  - Miglior colonna sonora a Christopher Young
  - Candidatura per il miglior film horror
  - Candidatura per la miglior attrice non protagonista a Clare Higgins
- 2010 – Saturn Award
  - Candidatura per la miglior edizione DVD/Blu-ray per il cofanetto Hellraiser Boxed Set contenente i primi tre film